# Thuốc nhuộm
Thuốc nhuộm, hay còn gọi là phẩm nhuộm, phẩm màu, là tên gọi chung để chỉ các hợp chất hữu cơ mang màu (có nguồn gốc tự nhiên hay tổng hợp). Chúng rất đa dạng về màu sắc cũng như chủng loại, có khả năng nhuộm màu - nghĩa là có khả năng bắt màu hay gắn màu trực tiếp lên chất nền như vải, sợi, giấy v.v..